# Rodenstein (Adelsgeschlecht)

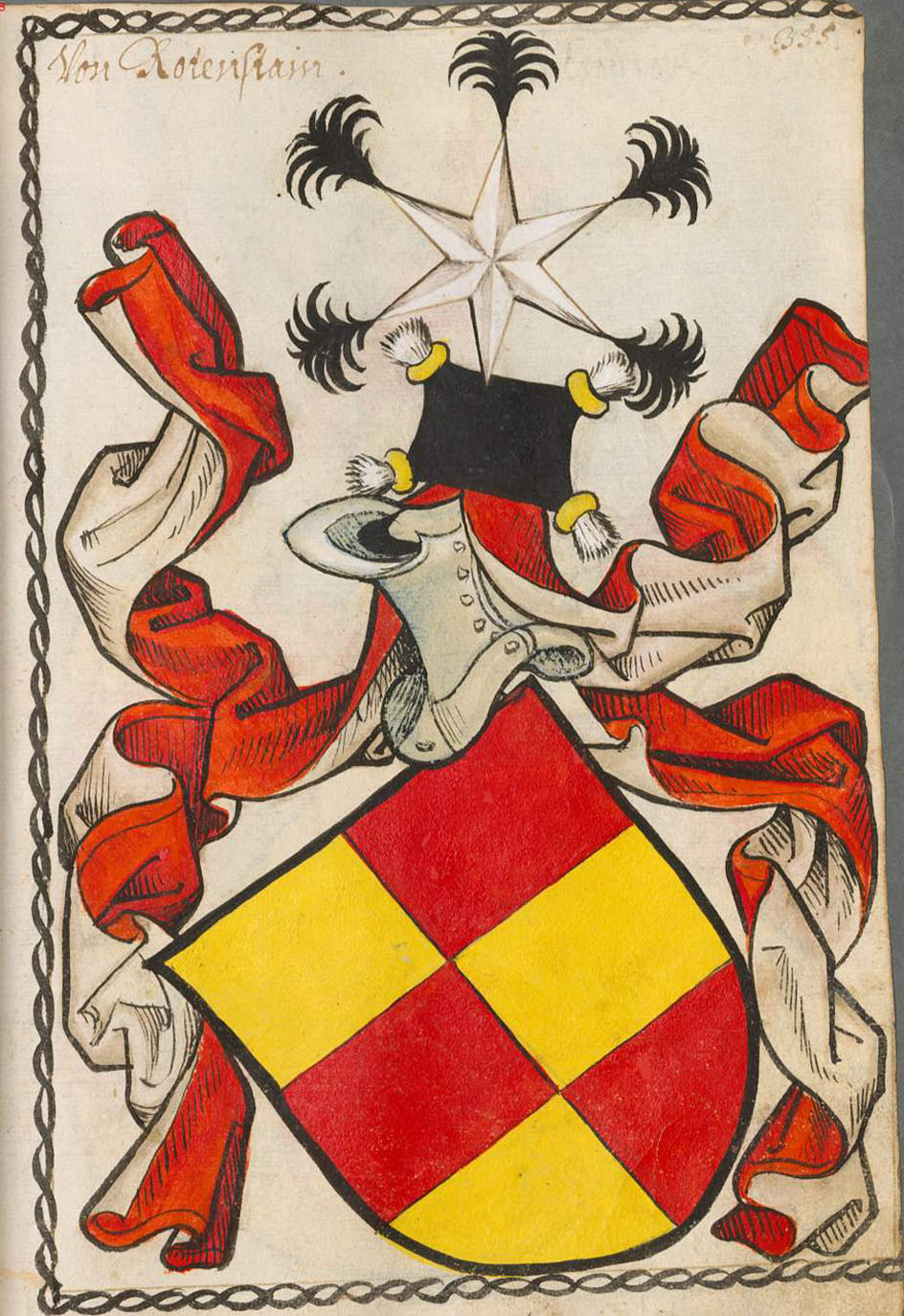
Rodensteiner Wappen im Scheiblerschen Wappenbuch.

Wappen der Herren von Rodenstein in Siebmachers Wappenbuch.

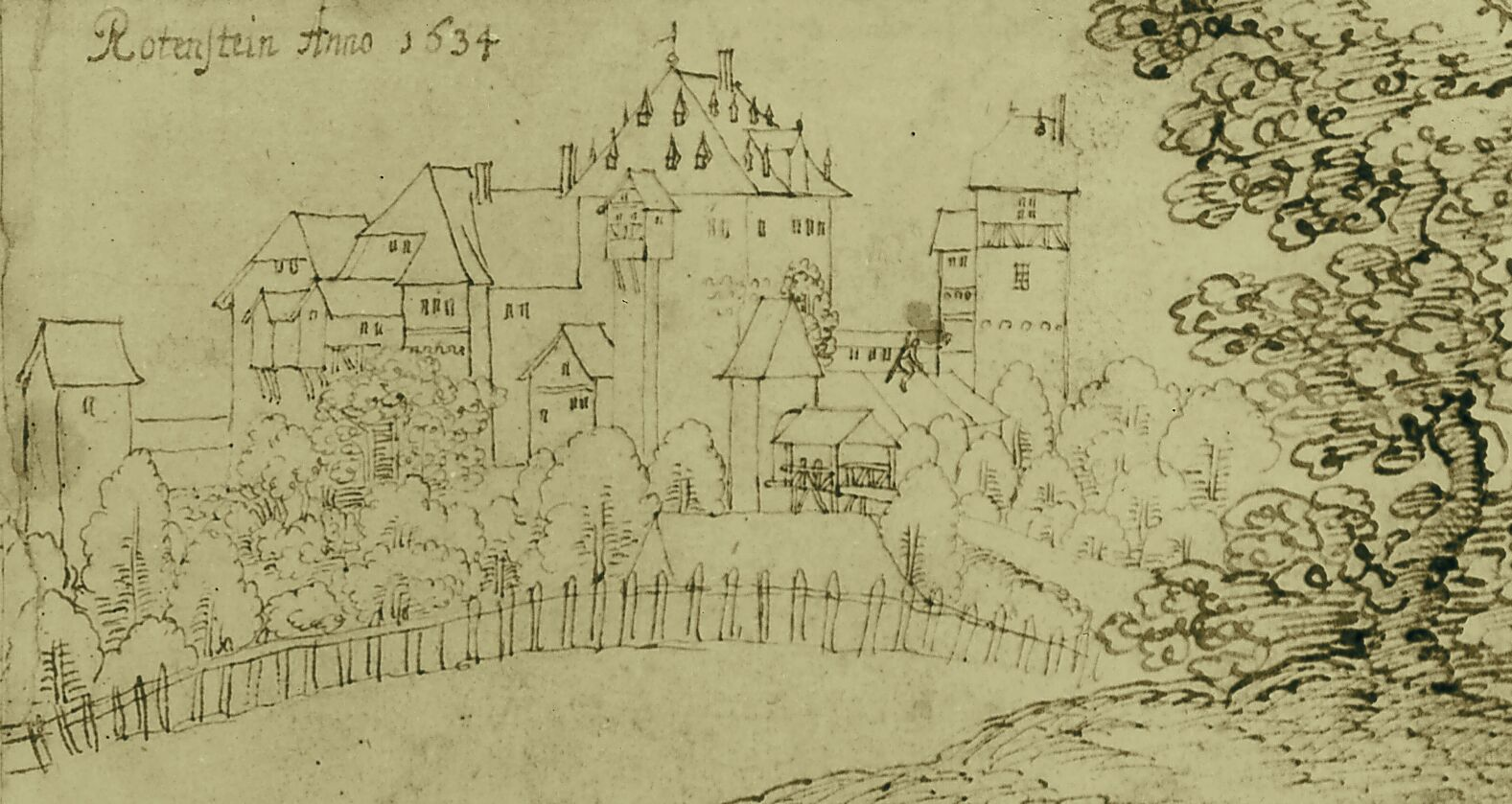
Rotenstein Anno 1634, Zeichnung von Valentin Wagner.

Die Herren von Rodenstein (auch von Crumbach, von Crumbach-Rodenstein, von Rotenstein) waren eine Adelsfamilie, die im heutigen Südhessen und im nördlichen Odenwald begütert war. Ihr Stammsitz befand sich in Fränkisch-Crumbach. Nach der Erbauung der Burg Rodenstein um die Mitte des 13. Jahrhunderts nahmen sie den Namen der Burg an, die bis zum Aussterben der Familie 1671 deren Hauptsitz war.
Die kleine Herrschaft Fränkisch-Crumbach befand sich seit dem hohen Mittelalter im Spannungsfeld zwischen den Grafen von Katzenelnbogen, später den Landgrafen von Hessen-Darmstadt als deren Erben auf der einen sowie den Schenken von Erbach und der Kurpfalz auf der anderen Seite. Innerhalb dieses Rahmens gelang es den Rodensteinern, ein weitgehend unabhängiges, kleines Territorium mit dem Kerngebiet im Gersprenztal zu etablieren. Die in großen Teilen erhaltene Familiengrablege in der Fränkisch-Crumbacher Kirche gilt als kunsthistorisch bedeutsame Quelle für die Geschichte der Rodensteiner. Nach dem Aussterben der Familie im 17. Jahrhundert entstand die Sage vom Rodensteiner, durch die das Adelsgeschlecht bis heute bekannt ist.

## Geschichte

### Herkunft
Die Herkunft und der Stand der seit 1080 nachweisbaren Herren von Crumpach ist unsicher. Die Tatsache, dass einige frühe Familienmitglieder den Titel advocatus trugen, hat zu Überlegungen geführt, ob sie ursprünglich der Reichsministerialität zuzurechnen sind. Da im oberen Gersprenztal aber kein Reichsgut nachweisbar ist, könnten sie im südlichen Teil des Wildbanns Dreieich oder im Umfeld der Reichsstadt Frankfurt in kaiserlichen Diensten gestanden haben. Noch wahrscheinlicher ist aber, dass dies auf ein Amt in Seligenstadt zurückzuführen ist, das bis 1303 den Status einer Reichsstadt besaß und durch den Bau des Palatiums im Interesse kaiserlicher Politik lag. Auffällig ist, dass die Herren von Crumbach Streubesitz im Bachgau und besonders in Seligenstadt hatten.
Über die frühesten, urkundlich fassbaren Besitzverhältnisse am Stammsitz der Crumbacher im oberen Gersprenztal ist nur wenig bekannt. Bis zum Erwerb des allodialen Territoriums durch die Schenken von Erbach zu Beginn des 13. Jahrhunderts scheint das Gebiet in relativ kleine Besitzungen der lokalen Ministerialen zerstückelt gewesen zu sein. Für eine Reihe früher Burganlagen wie das Beerfurther Schlösschen oder die Burg Schnellerts ist kein Besitzer bekannt. Auffällig ist, dass der Besitz der Rodensteiner im oberen Gersprenztal zunächst freies Eigentum ohne jegliche Lehensabhängigkeit war. Damit bildeten sie unter den zahlreichen kleineren Herrschaften zwischen Rhein und Odenwald eine Ausnahme.

### Die Herrschaft Rodenstein im Mittelalter und der frühen Neuzeit
Mit der Sicherung des Gebiets durch die Gründung der erbachischen Burg Reichenberg traten die Interessen größerer Landesherren hinzu, da die Schenken von Erbach zu Gefolgsleuten der Pfalzgrafen zählten. Die Grafschaft Katzenelnbogen antwortete darauf mit der Erbauung der Burg Lichtenberg, während als Trutzburg gegen Reichenberg um die Mitte des 13. Jahrhunderts die Burg Rodenstein entstand. Rodenstein wurde in einem Seitental westsüdwestlich von Fränkisch-Crumbach und nordwestlich von Reichelsheim als katzenelnbogisches Lehen durch Angehörige der „Herren von Crumpach“ erbaut. Deren Stammsitz ist bislang unbekannt. Mit einiger Wahrscheinlichkeit ist eine ältere Wasserburg oder ein herrschaftlicher Ansitz im Bereich der Kirche in Fränkisch-Crumbach anzunehmen. Nach dem Bau der Burg Rodenstein wurde diese Anlage aufgegeben oder zu dem heutigen Adelshof umgebaut. 1575 sollen dort noch Teile einer älteren Ringmauer sichtbar gewesen sein.
In einer Urkunde des Jahres 1256 erscheint erstmals der Name Rodenstein neben dem Namen Crumbach, als „Friedrich“ und „Rudolf von Rodenstein“ in Lichtenberg als Zeugen einer Urkunde siegelten. Beide sind zuvor im Jahre 1245 in einer Urkunde als „Friedrich“ und „Rudolf von Crumpach“ mit identischen Siegelwappen belegt. Dies verdeutlicht, dass sich ein Seitenzweig fortan nach der Burg benannte und die Bauzeit zwischen 1245 und 1256 gelegen haben muss. Andere Zweige blieben anscheinend weiterhin in Crumbach wohnhaft. Der Name „von Crumbach“ ist zuletzt 1387 belegt mit Rudolf von Crumbach, Stiftsgeistlicher im Wormser Andreasstift.
Zwischen der älteren Crumbacher Linie und dem jüngeren Rodensteiner Zweig muss es zu einer Grundteilung gekommen sein, in der die Vogtei über das Kloster Höchst (1314 an die Propstei abgetreten) mit dem östlichen Teil der alten Rodensteiner Mark bei der älteren Linie verblieb, während die jüngere Linie die Pfarrei Neunkirchen mit dem westlichen Teil erhielt. Der Wald dürfte wie der Stammsitz in Fränkisch-Crumbach gemeinsam verwaltet worden sein. Mit dem Aussterben der älteren Line der Herren von Crumbach am Ende des 14. Jahrhunderts erbten die Rodensteiner deren allodialen Besitz im Gersprenztal.
Durch die Gründung der Burg als katzenelnbogisches Lehen entstand die kuriose Situation, dass der neue Stammsitz nun einer Lehensbindung unterlag, während die Herrschaft Fränkisch-Crumbach davon frei blieb. Erst ab 1400 fand eine Annäherung an die Kurpfalz statt. Es traten nun Lehen der Pfalzgrafen, des Bischofs von Worms, der Grafen von Leiningen, der Grafen von Wertheim und der Schenken von Erbach hinzu. Der ursprüngliche Stand als Edelfreie wurde dadurch gedrückt, dass die Rodensteiner aufgrund ihrer schwierigen politischen und finanziellen Lage diese Lehensbindungen eingingen. Die Vergabe eigener Lehen blieb bei den Rodensteinern für die Herrschaftsbildung ohne Bedeutung.
In der Neuzeit blieb die Zuweisung der Rodensteiner an einen Stand unklar. Seit Hans III. (gest. 1500) nennen sie sich meist „zu Rodenstein“ gelegentlich auch „von und zu“. Sie waren weder Reichsfreiherren, noch gehörten sie der Reichsritterschaft an, wenn sie sich auch gelegentlich der Hilfe der im Ritterkanton Odenwald organisierten Niederadligen bedienten. Die Lehensbindungen – etwa an die Fürstenhäuser Hessen und Kurpfalz – blieben unbedeutend. Innerhalb der Herrschaft Fränkisch-Crumbach besaßen sie die vollen landesherrlichen Rechte, auch wenn diese räumlich sehr beschränkt waren. So verstanden sich die Rodensteiner – etwas anachronistisch – am ehesten als „freie Herren“ und waren damit verfassungsrechtlich und ständegeschichtlich eine seltene Erscheinung der frühen Neuzeit.
Auch bei den Herren von Rodenstein erreichten Familienangehörige hohe kirchliche Ämter, etwa als Domherren in Mainz, Würzburg oder Worms. Einige wurden auch Deutschordensritter, zwei Rodensteiner sind als Komture in Horneck und Rothenburg belegt. Eberhard von Rodenstein war 1313–1315 Fürstabt von Fulda. Philipp I. von Rodenstein war von 1595 bis 1604 Wormser Bischof. Am 20. August 1629 wurde der aus der Umstädter Linie der Rodensteiner stammende Reichsritter Georg Anton von Rodenstein Fürstbischof von Worms bis zu seinem Tode 1652. Er war gleichzeitig Dekan in Speyer sowie Propst und Dekan in Mainz. Die Häufung kirchlicher Ämter in der Familie erklärt sich vor allen Dingen dadurch, dass die Rodensteiner im Gegensatz zu sehr vielen Adelsfamilien in der Region auch nach der Reformation am katholischen Glauben festhielten.
Die Familie existierte in zwei Hauptlinien. Neben der Stammlinie im Odenwald gab es zwischen 1399 und 1470 eine Linie Rodenstein-Lißberg. Die reiche Erbschaft der Lißberger in der östlichen Wetterau und dem Kinzigtal war aber von Anfang an umstritten und konnte nicht erhalten werden. Nach dem Aussterben der Seitenlinie wurde dieser entfernte Besitz fast völlig veräußert. In der frühen Neuzeit existierten weitere Seitenlinien meist nur für kurze Zeit. So gab es etwa zeitweilig eine Lindenfelser Linie der Rodensteiner. Eine Linie zu Dalsheim in Rheinhessen wurde von Engelhard II., einem Sohn des Hans V., begründet. Sie starb allerdings schon in der nächsten Generation mit Philipp, Bischof von Worms, und seinem Bruder Hans (mainzischer Amtmann zu Gernsheim, gest. 1627) wieder aus und war am Odenwälder Besitz anscheinend nicht beteiligt.
Die Herren von Rodenstein waren Obermärker der Rodensteiner Mark.

### Aussterben, Erbschaft und Nachwirken
Über das zu Beginn des 17. Jahrhunderts blühende Geschlecht kam im Dreißigjährigen Krieg ein großes Sterben. 1623 fiel der Rittmeister Wolf Ernst von Rodenstein in der Schlacht bei Stadtlohn. Im Jahr 1634 entstandene Zeichnungen von Valentin Wagner geben einen Einblick in den Alltag der letzten Bewohner der Burg Rodenstein. 1635 starb Adam von Rodenstein mit seiner ganzen Familie an der Pest. In der Folge wurde die Stammburg Rodenstein nicht mehr bewohnt und verfiel zur Ruine. Nach dem Ende des Krieges lebten nur noch zwei Rodensteiner: Bischof Georg Anton von Worms († 1652) und der in Heppenheim lebende Georg Friedrich. Als letzter männlicher Rodensteiner starb dieser 1671 nach einem „Sturz“. Bereits 1653 war die Hälfte des Erbes zunächst an die Landgrafen von Hessen-Darmstadt verkauft worden. Die Landgrafen gaben diesen Besitz hälftig an verdiente Hofbeamte weiter, zunächst an Weiprecht von Gemmingen, das letzte Viertel erhielt 1719 Johann Rudolf Victor Freiherr von Pretlack, dessen Nachkommen es 1802 an die Freiherren von Gemmingen-Hornberg verkauften, in deren Besitz es sich teilweise noch befindet.
Ein anderer Teil, zum Beispiel der Rodensteiner Hof in Bensheim, ging über die von Haxthausen und Weiterverkäufe später ebenso an von Pretlack. Diesen und weitere Teile des Rodensteinschen Besitzes konnte der kurpfälzische Geheimrat Franz Caspar Überbruck erwerben, dessen Familie seitdem den Namen „Freiherren Überbruck von Rodenstein“ oder auch „Edle von Rodenstein“ trägt (ab 1732 im Reichsritterstand). Diese übernahmen auch den Besitz der von Hirschhorn (um 1735), starben aber 1903 in männlicher Linie aus. Die Überbruck-Rodensteiner übernahmen nur die Rodensteinsche Helmzier, den sechsstrahligen Stern, in ihr Wappen.
Auf einen nicht näher fassbaren Angehörigen der Herren von Rodenstein bezieht sich die Sage vom Rodensteiner, der verflucht wurde, bei einem drohenden Kriegsausbruch aus seinem Grab zu steigen und die Leute zu warnen. Die Sage entstand erst nach dem Aussterben der Rodensteiner.

## Wappen
Der Wappenschild der Herren von Rodenstein ist von Gold und Rot farbengewechselt gespalten und zweimal geteilt (sechs Felder), in manchen Darstellungen auch von Silber und Rot. Auf dem Helm mit rot-goldenen (bzw. rot-silbernen) Decken ein rotes Kissen mit goldenen bzw. silbernen Quasten, auf dem ein goldener bzw. silberner sechsstrahliger Stern steht, von dem fünf Spitzen mit je einer goldenen Kugel besteckt sind, die wiederum mit je mit fünf schwarzen Hahnenfedern besteckt sind. In Nikolaus Bertschis Wappenbuch besonders deutscher Geschlechter ist statt des Kissens eine Helmkrone dargestellt und es fehlen die Kugeln an den Sternspitzen, die Hahnenfedern fehlen aber nicht.

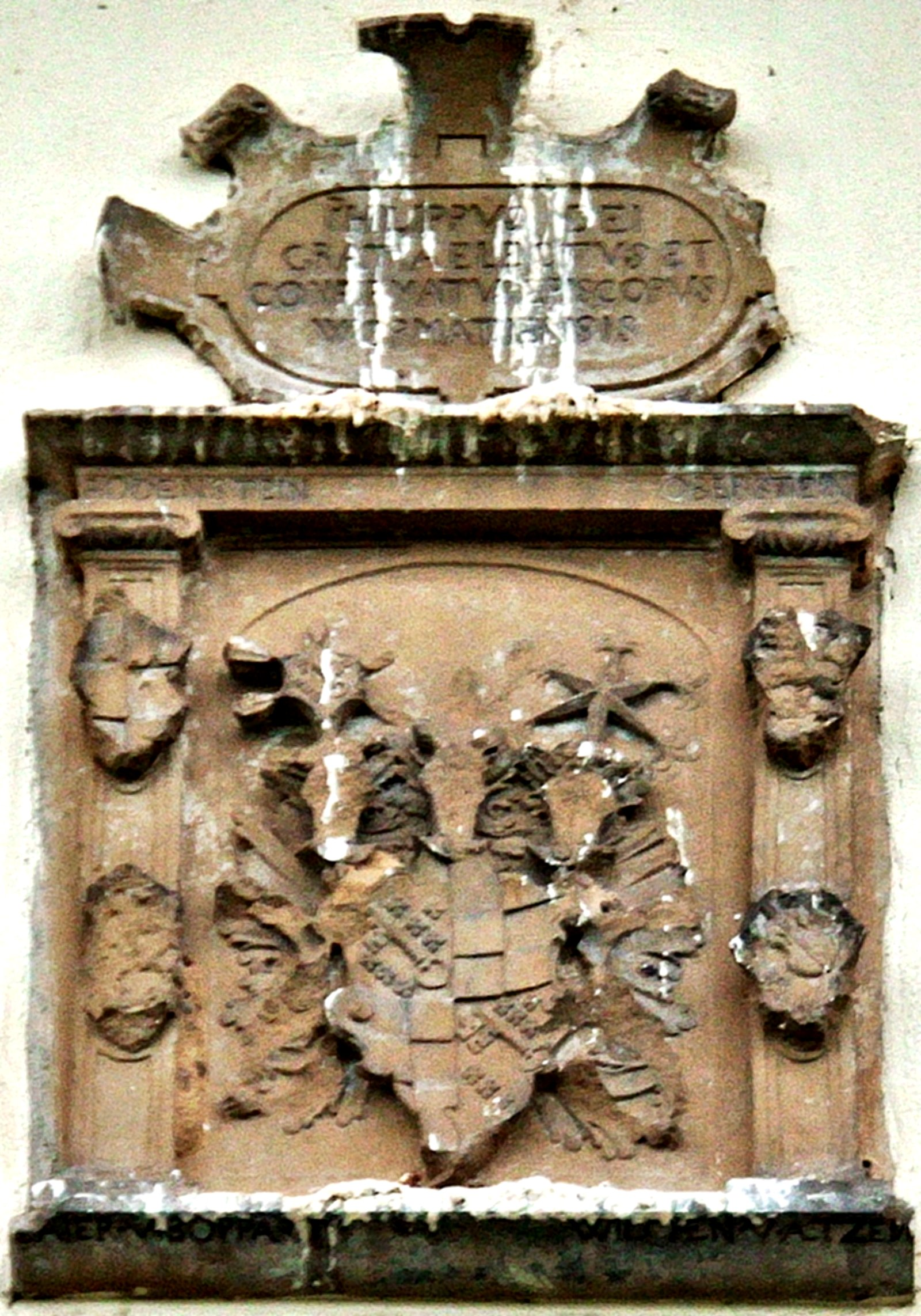
Wappenrelief des Wormser Bischofs Philipp I. von Rodenstein, am Amtshaus des Bischöflichen Schlosses in Dirmstein
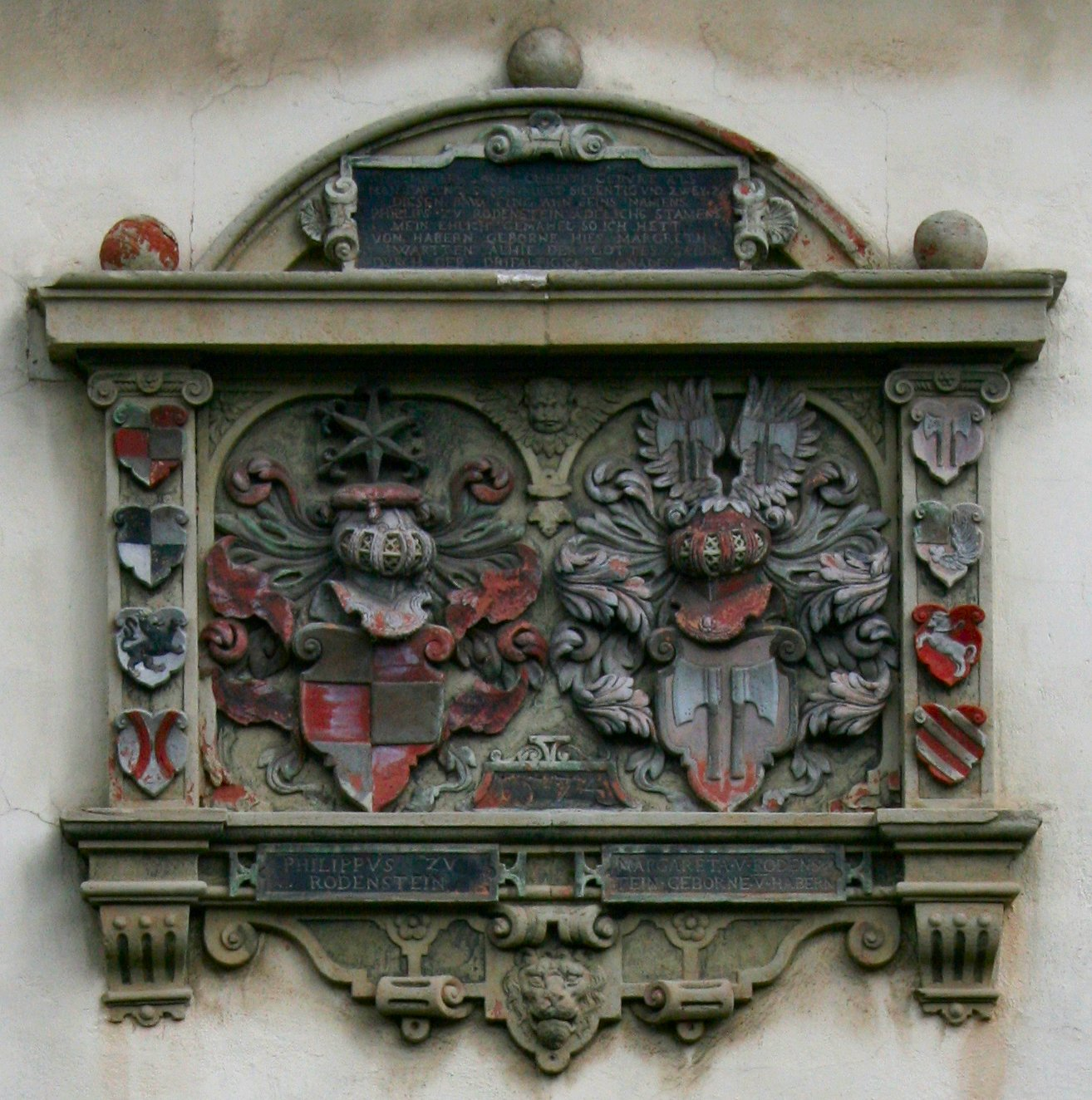
Wappen der Herren von Rodenstein mit dem Wappen der Herren von Habern am Hofgut der Freiherren von Gemmingen in Fränkisch-Crumbach

## Historischer Besitz und Bauwerke

### Burgen, Schlösser, Grundbesitz
- Burg Rodenstein
- Herrschaft Fränkisch-Crumbach, umfasste die Orte Fränkisch-Crumbach, Erlau (Weiler bei Fränkisch-Crumbach), Güttersbach (Wohnplatz bei Fränkisch-Crumbach), Michelbach (Wohnplatz bei Fränkisch-Crumbach), Eberbach (teilweise) und Bierbach (teilweise)[19]
- Besitz im hanauischen Amt Babenhausen geht wahrscheinlich auf einen älteren Burgmannensitz der Burg Babenhausen zurück. Die Rodensteiner besaßen das Kirchenpatronat in Altdorf (seit dem Dreißigjährigen Krieg Wüstung), außerdem Hubgüter und ein Hubgericht, den Zehnten zu Langstadt und Harreshausen, die Präsenz- und Schulgüter in Babenhausen waren der Familie von Rodenstein zinspflichtig.[20]
- Rodensteiner Hof in Bensheim
- Herrenhaus der Freiherren von Gemmingen-Hornberg in Fränkisch-Crumbach
- Ehem. Rodensteiner Höfe in Heppenheim
- Rodensteiner Hof in Flörsheim-Dalsheim, Ingelheim am Rhein, Oppenheim und Worms
- Burg Lißberg kam gemeinsam mit dem Erbe der Lißberger 1399 an die Rodensteiner. Bis 1470 bestand eine Seitenlinie Rodenstein-Lißberg. Die weit entfernten Besitzrechte in der östlichen Wetterau verfielen in der Neuzeit zusehends.[11]
- 1554 sind die von Rodenstein als Teilbesitzer des Ortes Laudenau im Erbach’schen Gültbuch von 1554 erwähnt.
- Von 1585 bis zu ihrem Aussterben im Mannesstamm 1671 sind sie als Besitzer und Namensgeber des Rodensteiner Schlosses in Groß-Umstadt nachgewiesen.

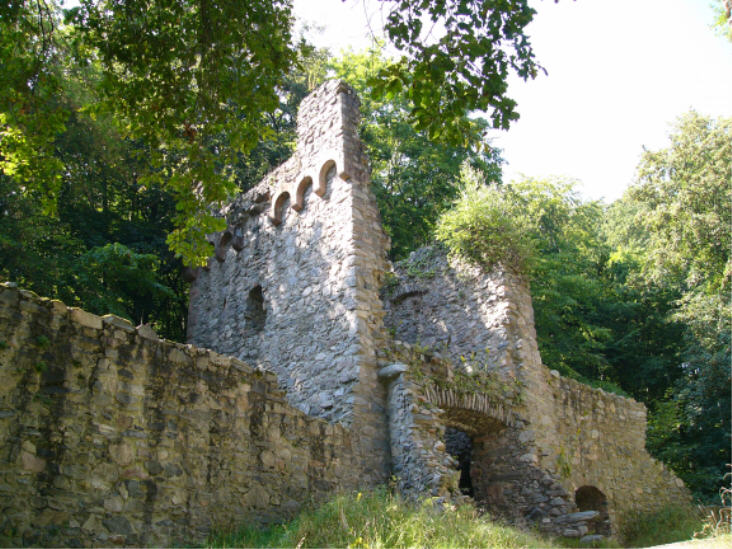
Burg Rodenstein
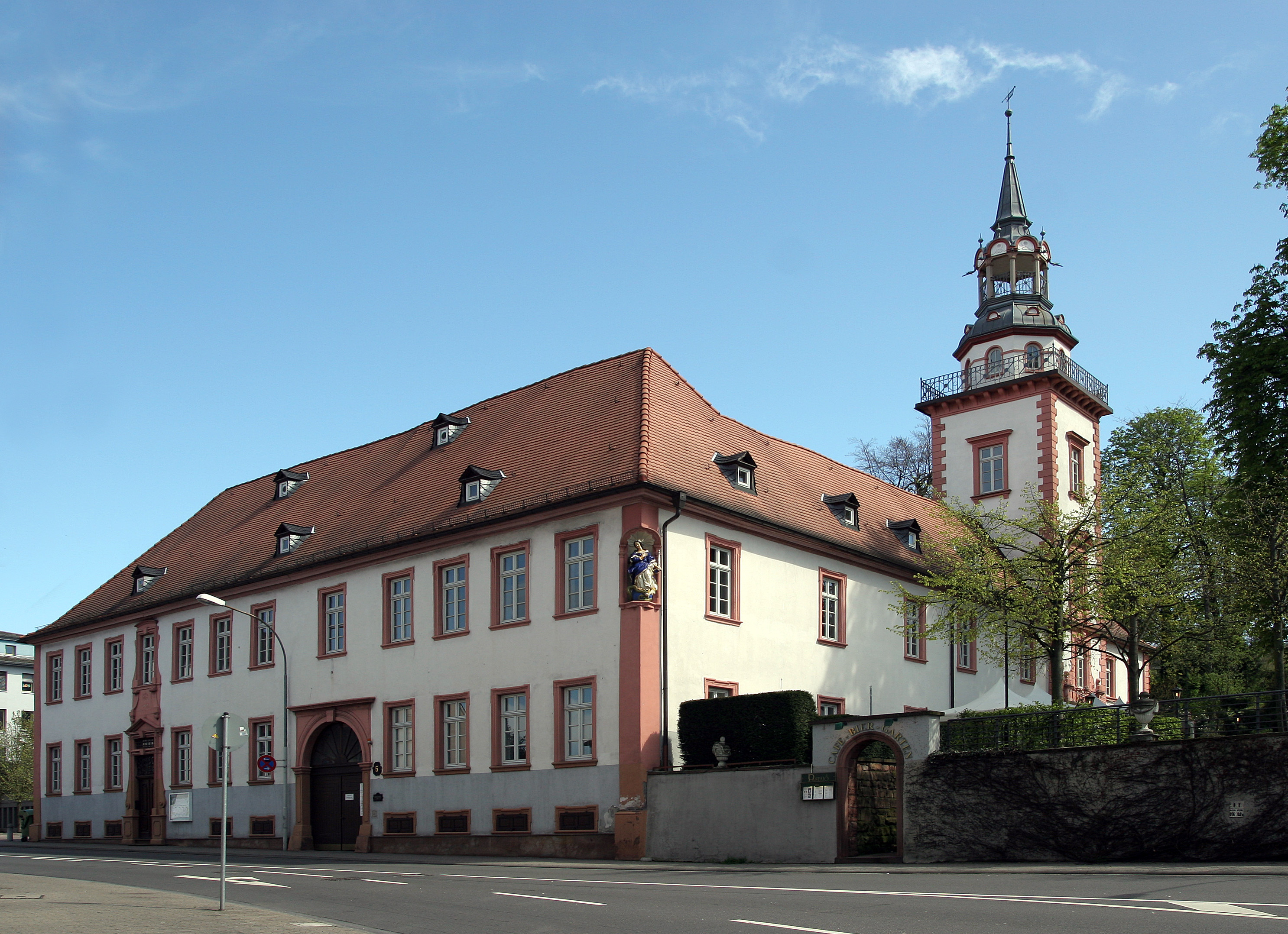
Rodensteiner Hof in Bensheim
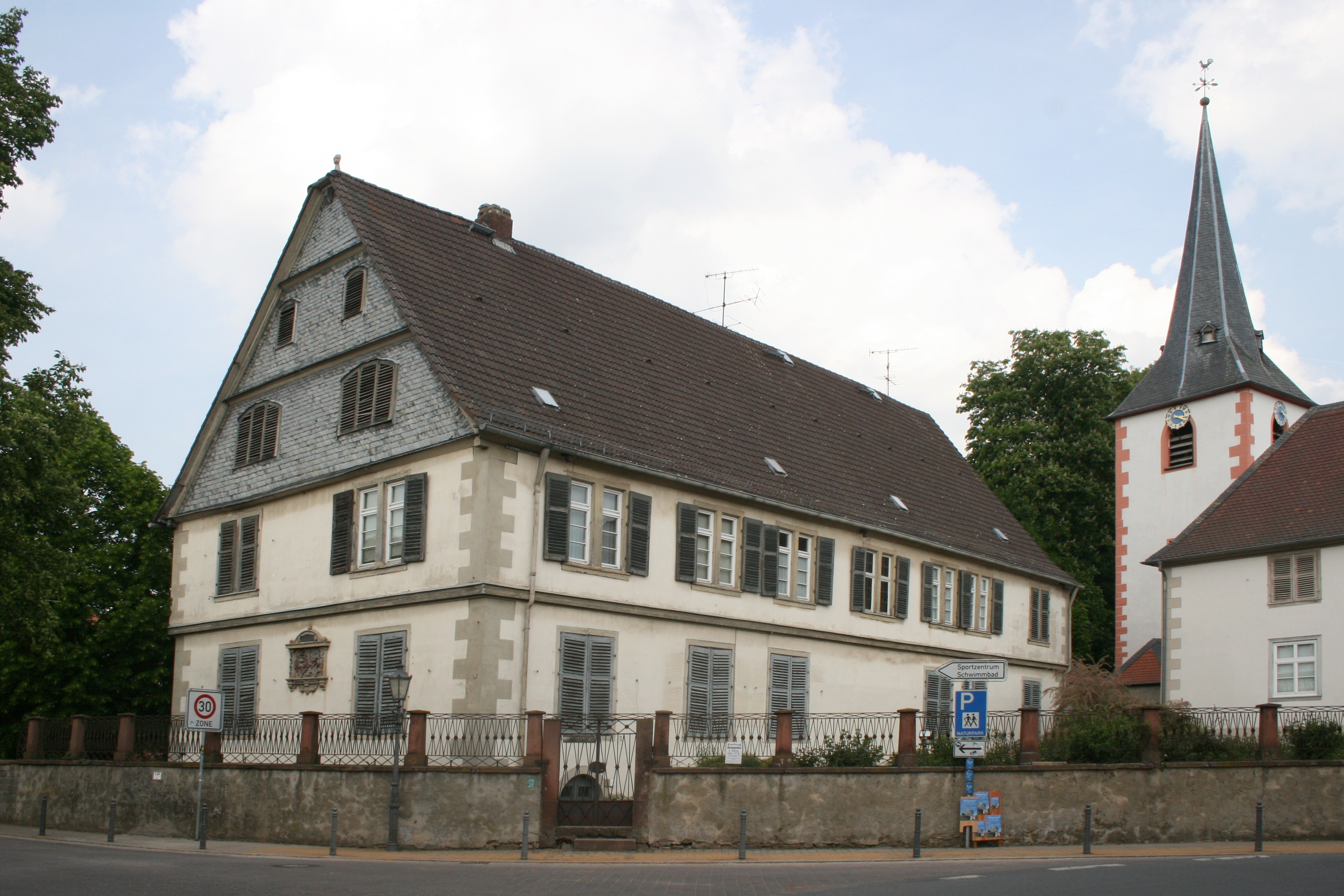
Heutiger Hof der Freiherren von Gemmingen in Fränkisch-Crumbach
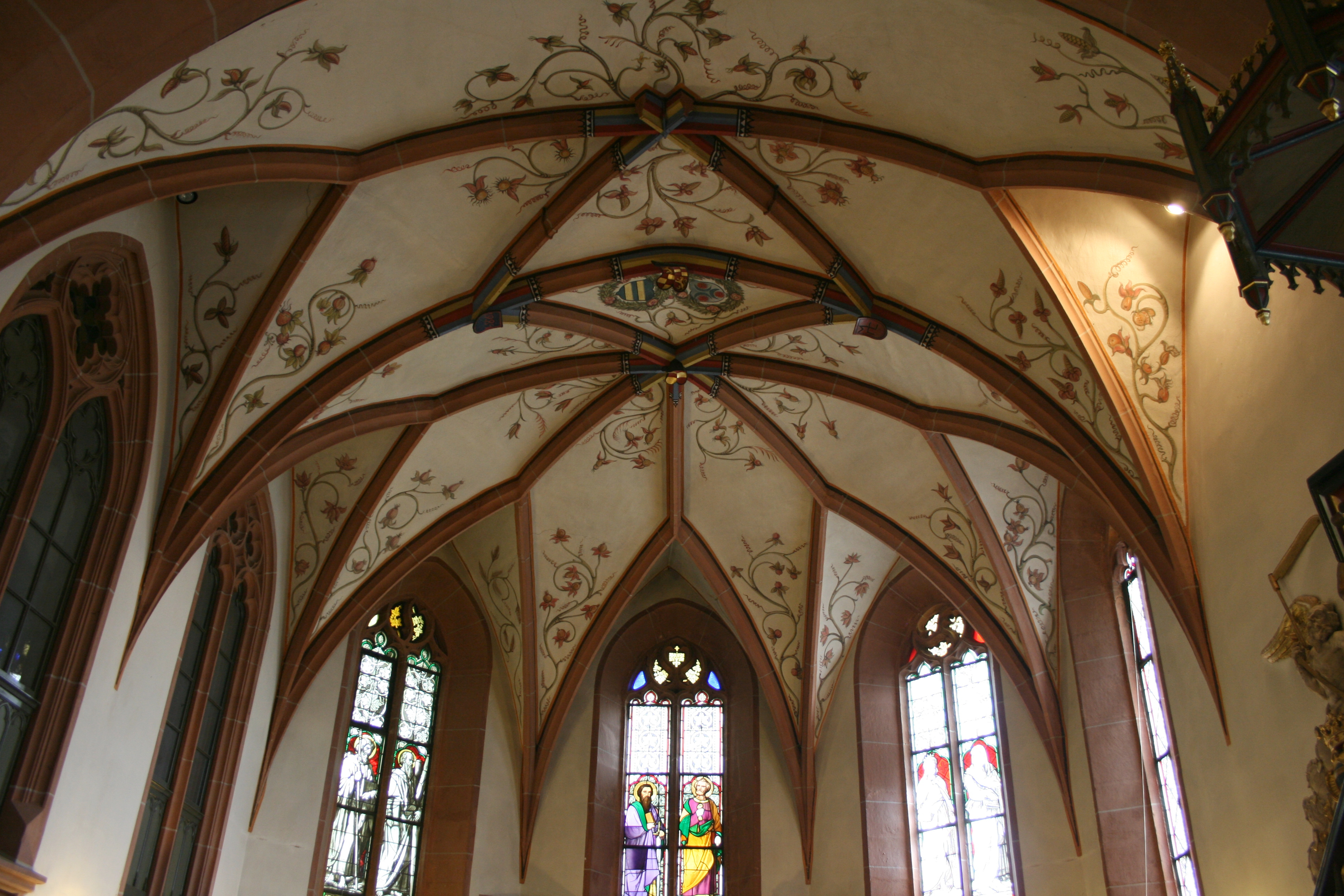
Sterngewölbe im Chor der Fränkisch-Crumbacher Kirche

### Familiengrablege
Die Familiengrablege der Herren von Rodenstein befindet sich in der Evangelischen Kirche Fränkisch-Crumbach in unmittelbarer Nachbarschaft des früheren Rodensteiner, heute Gemminger Herrenhauses. Sehenswert ist neben den zahlreichen qualitätvollen Epitaphen ein Sterngewölbe im Chor der Kirche sowie ein erhaltenes Herrengestühl. Die Grabdenkmäler gehören zu den besten Leistungen der spätgotischen Skulptur. Einige Epitaphe, darunter die ältesten Denkmäler für Engelhard von Rodenstein-Lißberg († 1470) und seine Gemahlin Jutta, geborene Schenkin von Erbach († 1491) sowie ein weiteres kunsthistorisch bedeutsames für Hans V. von Rodenstein aus dem Jahr 1580, befinden sich seit 1899 im Hessischen Landesmuseum Darmstadt.
| Name                                            | Lebensdaten | Lage                           | Beschreibung | Abbildung  |
| ----------------------------------------------- | ----------- | ------------------------------ | --- | ---------- |
| Hans der Ältere von Rodenstein                  | 1418–1500   | Nordwand des Kirchenschiffs    | Hans III. zu Rodenstein, Bauherr des gotischen Kirchenchors, starb 1500 auf einer Pilgerfahrt nach Rom und liegt auf dem Campo Santo Teutonico bei St. Peter begraben. Die 266 × 86 cm große Platte aus grauem Sandstein in Fränkisch-Crumbach ist vermutlich ein Werk von Hans Eseler dem Älteren. Sie zeigt den Ritter im Hochrelief auf einem Löwen stehend. Die fast lebensgroße, auffallend schlanke Figur trägt eine Rüstung mit hochgeklapptem Schaller, unter dem ein älteres, faltendurchfurchtes Gesicht erkennbar wird. In der Rechten hält er einen Turnierhaken. Mit der linken Hand hielt er die Parierstange eines Zweihänders, von dem nur der Knauf mit Christusmonogramm erhalten ist. Die Figur wird von den Familienwappen, oben drei (Rodenstein – nochmals Rodenstein – Hirschhorn), unten beiderseits der Beinschienen nochmals zwei (Rodenstein-Lißberg – Dalberg) umgeben. Die Umschrift in gotischen Minuskeln mit Frakturversailen lautet: „Anno dm M C C C C C X X C I kal aprl zu Rom starb der edel juncker Hans her zu Rodenstein, deß sele got gnedig und barmherzig sey“. Beiderseits des Helms befindet sich der Zusatz „begraben uff dem gots acker“, ein Hinweis auf den noch erhaltenen Grabstein in Rom, der als ältestes erhaltenes Grabdenkmal des dortigen Friedhofs gilt. |            |
| Hans der Jüngere von Rodenstein                 | † 1531      | innere Ecke des Chorsechseckes | Die Grabsteine für Hans IV. von Rodenstein, Sohn des vorigen, und seine Frau schließen sich zwar weniger stilistisch, jedoch vom Aufbau deutlich an das Denkmal für Hans den Älteren an. Beide stehen wiederum auf Löwenfiguren mit den Wappen über ihren Köpfen. Die Figur des Mannes erscheint fast vollständig von der Platte gelöst. Er trägt eine reich verzierte Renaissance-Rüstung, darüber das Rodensteinische Vollwappen mit zwei Schilden. Die Inschrift in Antiqua-Majuskeln lautet: „ANNO DOMINI 1531 VF MITTWOCHEN NOCH MITFASTEN IST DER EDEL ERNFEST JVNCKER HANS ZV RODENSTEIN IN GOT VERSCEIDEN. DER SELE GOT GNEDICH SEIN WOLLE“. |            |
| Anna von Rodenstein, geborene Baier von Boppard | † 1560      | innere Ecke des Chorsechseckes | Die Figur der Ehefrau von Hans dem Jüngeren ist stärker mit der Platte verbunden. Sie trägt ein langes, parallel gefaltetes Kleid, auf dem Kopf eine Haube. Über dem Kopf die Wappen Baier von Boppard und Bock von Utinger Tal. Die Inschrift in gotischen Minuskeln lautet: „Anno domini 1560 am 28 tag iuli umb 7 ur ist verschieden die edel und duchentsame frau Anna von Rodenstein witfrau geborene Bairin van Bopparten dern selen der almechtig gnädig und barmherzig sei“. | siehe oben |
| Unbekannte Frau von Rodenstein                  | † 1580      | Westwand des Langhauses        | Ein weiteres figürliches Epitaph ist nicht zuweisbar, da die Inschrift verwittert ist. Frontal dargestellt ist eine junge Frau mit brokatgemustertem Kleid. In ihren Händen befindet sich ein Buch und ein Blumenstrauß. Ein kleiner Kranz auf ihrem Kopf könnte als Hinweis gesehen werden, dass sie als Braut verstarb. |            |
| Georg von Rodenstein                            | † 1583      | Südwand des Kirchenschiffs     | Georg von Rodenstein folgte auf Hans den Jüngeren als Inhaber der Herrschaft Rodenstein. Seine Grabtafel steht heute im Kirchenschiff neben dem westlichen Seitenportal und damit gegenüber demjenigen seiner Ehefrau Anna von Boyneburg. Das Epitaph Georgs steht auf einem ausgerundeten Sockel, der ursprünglich als Basis desjenigen seiner Frau diente. Auf die Versetzung der Grabsteine innerhalb der Kirche weist ferner ein im Chorhaupt zwischen den Epitaphen Hans des Jüngeren und seiner Frau eingemauerter Rundaufsatz mit dem rodenstein-boyneburgischen Doppelwappen. Das Epitaph Georgs aus rotem Sandstein zeigt den Ritter frontal in zeitgenössischer Reiterrüstung ohne Helm, auf einem Löwen stehend. Die Figur ist leicht ausgebogen. Der Verstorbene wird von wappengeschmückten Pilastern flankiert, auf denen ein Gebälk ruht. Eine ehemals darüber befindliche Bekrönung fehlt, möglicherweise gehören die im Chor eingemauerten Teile dorthin. Als Bildhauer wurde bisweilen Peter Dell der Jüngere vermutet. |            |
| Anna von Boyneburg                              | † 1585      | Nordwand des Kirchenschiffs    | Das Denkmal für Georgs Ehefrau Anna von Boyneburg, heute gegenüber dem ihres Ehemanns im Kirchenschiff, zeigt die Verstorbene als gutmütig dreinschauende Landedelfrau. Auch dort ist der Wappenschmuck auf den rahmenden Pilastern angebracht. Das Epitaph aus rotem Sandstein stammt jedoch aus einer anderen Werkstatt als das Georgs. Vermutet werden Sem Schlör und Erhard Barg. |            |
| Philipp von Rodenstein                          | † um 1586   | Südwand des Kirchenschiffs     | Das aufwendigste figürliche Epitaph mit einer Höhe von 4,60 m und einer Breite von 3,11 m zeigt Philipp von Rodenstein und seine Ehefrauen Margarethe von Habern (links) und Christine Schutzpar von Milching (rechts). Die erste Ehe blieb kinderlos, der zweiten entstammten zwei Töchter. Das Grabdenkmal für den Sohn Georgs besteht aus grauweißem, der Sockel aus rotem Sandstein. Das zentrale Bildfeld zeigt den Ritter, wiederum auf einem Löwen stehend, in seiner Rüstung mit Schwert und Streitaxt. Der Helm ist zu seinen Füßen niedergesetzt, der Kopf ist unbedeckt. Die Figuren werden wie beim Grabmal Georgs von wappengeschmückten Pilastern eingerahmt, auf denen ein kräftiges Gesims ruht. Seitlich wird das Grabmal von zwei Hermen begrenzt. Die Wappentafel über dem Gesims wird von Delphinen eingerahmt. Den oberen Abschluss des Epitaphs bildet ein halbkreisförmiger Giebel mit einer Platte mit dem Bibelvers (2 Tim 4,7–8 ). |            |
| Hans Georg von Rodenstein                       | † 1598      | Nordwand unter der Empore      | Ein gemaltes Holzepitaph für Hans Georg von Rodenstein und seine Familie befindet sich an der Nordwand unter der Empore. Es zeigt die Eltern mit ihren Kindern, beiderseits einer Auferstehung kniend. Die Personen sind durch Spruchbänder bezeichnet. Auf den rahmenden Pilastern befinden sich Wappen mit teilweise verwechselten oder entstellten Unterschriften, wie auch auf der ganzen Tafel Übermalungen festzustellen sind. |            |
| Philipp Georg von Rodenstein                    | † 1627      | Nordwand                       | 1974 wurde bei Renovierungsarbeiten im Boden eine weitere, bisher vom Gestühl verdeckte Platte entdeckt und in die Nordwand eingelassen. Sie zeigt keine Figur, sondern ausschließlich das Rodensteiner Wappen mit Inschrift. Diese besagt, dass „der wohledel und gestreng Philips Georg zu Rodenstein seines Alters 35 Jahre“ am 29. Juli 1627 verstorben ist. Darüber der Spruch „Kein böser Tod zu achten ist, der sich recht gehalten bei Lebens Frist“, dazu der Bibelvers (Röm 14,8 ). |            |

## Bekannte Rodensteiner

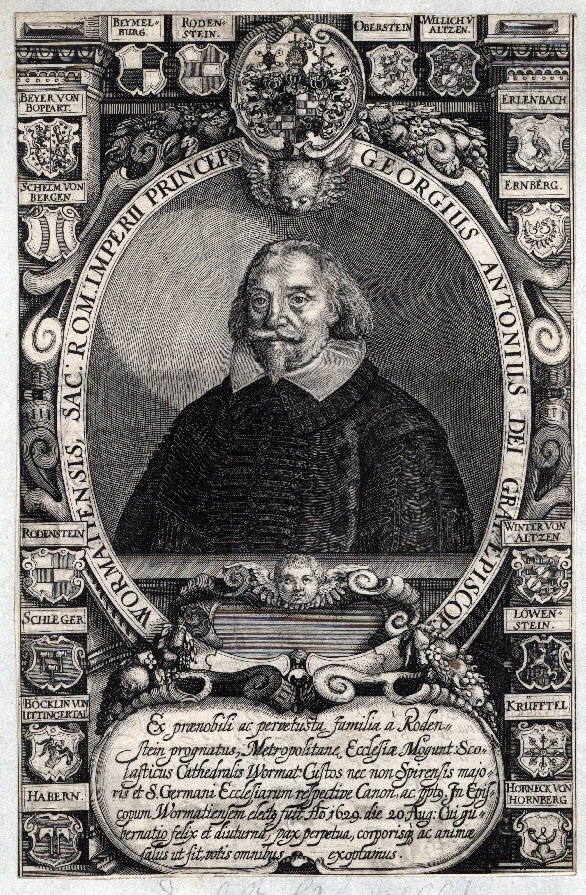
Georg Anton von Rodenstein, Bischof von Worms 1629–1652

- Eberhard von Rodenstein, Fürstabt von Fulda 1313–1315
- Herrmann von Rodenstein, Landvogt der Wetterau (Beginn des 15. Jahrhunderts)
- Hans III. zu Rodenstein (1418–1500), Stifter des gotischen Chores in der Fränkisch-Crumbacher Kirche, möglicherweise Vorbild für die Sagenfigur des Rodensteiners
- Philipp von Rodenstein (1564–1604), Bischof von Worms 1595–1604
- Georg Anton von Rodenstein (1579–1652), Bischof von Worms 1629–1652
- Heinrich Joseph Überbruck Freiherr von Rodenstein (1769–1857), hessischer Landtagsabgeordneter
- Maximilian Joseph Überbruck von Rodenstein (1810–1903), Ministerialrat und Landtagskommissar
- Heinrich Überbruck von Rodenstein (1852–1904), Gutsbesitzer und kurhessischer Kammerherr

## Sagen
- Ludwig Bechstein: Des Rodensteiners Auszug[38] (Sage mit Bezug zu den Burgen Rodenstein und Schnellerts)